# Euchelus bermudensis
Euchelus bermudensis is een slakkensoort uit de familie van de Chilodontaidae. De wetenschappelijke naam van de soort werd in 1989 voor het eerst geldig gepubliceerd door Robert Moolenbeek en Marien J. Faber. Deze soort komt voor in de Atlantische Oceaan bij Bermuda.